# Лас-Махадас
Лас-Махадас (ісп. Las Majadas) — муніципалітет в Іспанії, у складі автономної спільноти Кастилія-Ла-Манча, у провінції Куенка. Населення — 320 осіб (2010).
Муніципалітет розташований на відстані близько 140 км на схід від Мадрида, 26 км на північ від Куенки.

## Демографія
Динаміка населення (INE ):